# Département d'Adolfo Alsina
Le département d'Adolfo Alsina est une des 13 subdivisions de la province de Río Negro, en Argentine. Il est situé en Patagonie, dans la zone du littoral de la mer Argentine, partie de l'océan Atlantique. Son chef-lieu est la ville de Viedma, qui est également la capitale de la province.
Le département a une superficie de 8 813 km2.

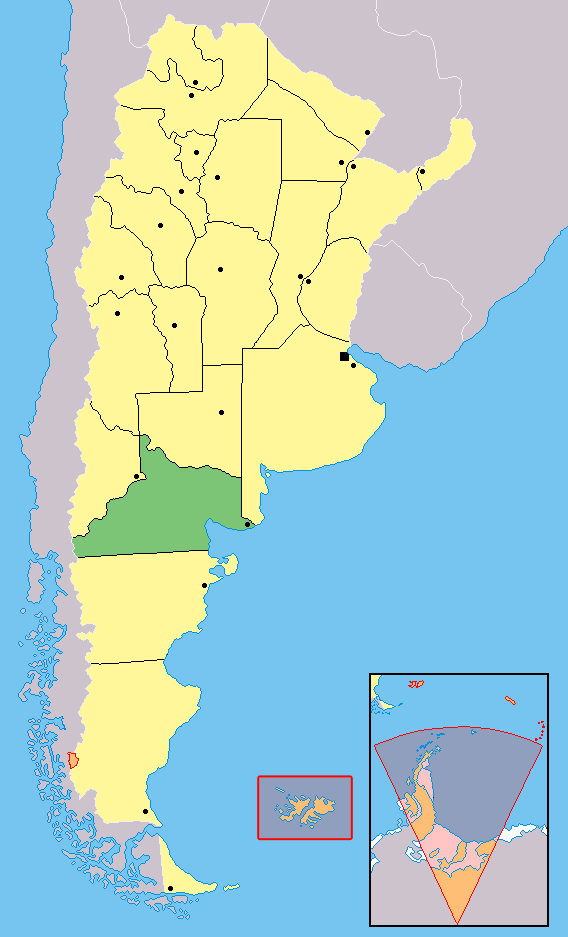
Localisation de la province de Río Negro en Argentine

## Population
Sa population était de 50 701 habitants en 2001 (recensement), ce qui représentait une densité de 5,8 hab./km2. Selon les estimations de l'INDEC, en 2005 le département comptait 67 027 habitants.